# Euphorbia asclepiadea
Euphorbia asclepiadea är en törelväxtart som beskrevs av Milne-redh.. Euphorbia asclepiadea ingår i släktet törlar, och familjen törelväxter.
Artens utbredningsområde är Angola. Inga underarter finns listade i Catalogue of Life.